# Asjen (kommun)
Asjen (franska: Asjen (CR), Asjen (Commune Rurale), arabiska: بني كرفط) är en kommun i Marocko.   Den ligger i provinsen Ouezzane och regionen Tanger-Tétouan-Al Hoceïma, i den norra delen av landet, 140 km nordost om huvudstaden Rabat. Antalet invånare är 13 113.